# کارل اوبرگ
کارل اوبرگ (به آلمانی: Carl Oberg) (زاده ۲۷ ژانویه ۱۸۹۷، مرگ ۳ ژوئن ۱۹۶۵) یک بازرگان و ژنرال آلمانی در دوره رایش سوم و رهبر کل نیروهای اس‌اس و پلیس در فرانسه ویشی بود.

## فعالیت‌ها
وی در ۱ آوریل ۱۹۳۱ به حزب نازی و در ۷ آوریل ۱۹۳۲ به اس‌اس پیوست. پس از ملاقات با راینهارد هایدریش در می ۱۹۳۳ به اس دی پیوست. بعدها به درجه اس‌اس-اوبرفورر ارتقا یافت و فرماندهی پلیس را در شهر هانوفر ایجاد کرد. از سپتامبر ۱۹۳۸ تا ژانویه ۱۹۳۹ در آن‌جا خدمت می‌کرد و پس از آن تا اواخر سال فرماندهی پلیس شهر تسویکاو را بر عهده داشت. وی از اوت ۱۹۴۱ تا می ۱۹۴۲ رهبر اس‌اس و پلیس شهر رادوم در لهستان بود. وی در ۲۰ آوریل ۱۹۴۲ به درجه اس‌اس-بریگادفورر ارتقا یافت.
وی از می ۱۹۴۲ تا نوامبر ۱۹۴۴ رهبر اس‌اس و پلیس فرانسه بود. وی در این مقام فرماندهی کل نیروهای پلیس در فرانسه، از جمله اس دی و گشتاپو را برعهده داشت. در این مقام تمامی فعالیت‌های ضدیهودی و نبردهای علیه مقاومت فرانسه زیر نظر او انجام می‌شد. به دستور هایدریش، اوبرگ بیش از ۴۰٬۰۰۰ یهودی را از این کشور اخراج کرد. از سال ۱۹۴۳ وی در برابر برخی دستورات هاینریش هیملر رئیس اس‌اس و آدولف هیتلر مقاومت کرد. در ۱۸ ژانویه هیملر خواستار پاکسازی شهر مارسی با دستگیری ۱۰۰٬۰۰۰ نفر و تخریب کامل بخش جرم‌خیز شهر شد. با این حال اوبرگ به کمک پلیس فرانسه ۶٬۰۰۰ نفر را دستگیر و ۲۰٬۰۰۰ نفر را آواره و بخش‌هایی از بندر منطقه را تخریب کرد. در سال ۱۹۴۴ اوبرگ تلاش برای ایجاد یک واحد آینزاتس‌کماندوی وافن اس‌اس در فرانسه را خنثی کرد.

## پس از جنگ
اوبرگ پس از جنگ جهانی دوم در ژوئن ۱۹۴۵ توسط ارتش ایالات متحده آمریکا دستگیر شد و در یک دادگاه بریتانیایی به مرگ محکوم شد. در اکتبر ۱۹۵۴ در دادگاهی فرانسه بار دیگر به مرگ محکوم شد. اما در سال ۱۹۵۸ حکم وی توسط رنه کوتی رئیس‌جمهور وقت فرانسه به حبس ابد تقلیل داده شد و پس از آن به ۲۰ سال زندان با اعمال شاقه تقلیل یافت. وی در نهایت توسط شارل دو گل بخشیده شد و در ۲۸ نوامبر ۱۹۶۲ آزاد شد.